# Antonio Paracca
Antonio Paracca (ur. 11 października 1722 w Castello Valsolda) we Włoszech – włoski architekt, przedstawiciel późnego baroku, od lat 50. XVIII wieku działał na północno-wschodnich terenach Rzeczypospolitej Obojga Narodów.
Jego rodzicami byli Domenico i Marta (córka Francesca Merlini i Cecylii). Rodzicami chrzestnymi byli Domenico Fontana oraz Anna Maria, matka Dominika Merliniego (ulubionego architekta króla Stanisława Augusta Poniatowskiego).
W 1751 roku jest wzmiankowany jego pobyt w Warszawie.
Antonio Paracca był nadwornym architektem rodu Platerów mających posiadłości w Inflantach polskich (obecnie na terenie Łotwy). Przypuszczalnie na jego twórczość miał wpływ działający wcześniej w Rzeczypospolitej jego rodak Guido Antonio Longhi. Po pożarze w 1753 roku przybył do Grodna, gdzie zatrudnił go Antoni Tyzenhauz.
W Inflantach polskich kupił majątek w powiecie lucyńskim i ożenił się z Polką pochodzącą z rodziny Małachowskich, z którą miał trzech synów. Dwaj jego synowie służyli w Wojsku Polskim, a trzeci po Powstaniu styczniowym został zesłany przez Rosjan na Syberię.
Przypuszczalne realizacje:
- Krasław – Biblioteka Platerów (1759)
- Kościół w Berezweczu[1] (1756-1763)
- Wilno – „Bramka Bazyliańska” przy klasztorze Bazylianów
- Druja – kościół Dominikanów
- Druja – zwieńczenie wieży i brama do kościoła Bernardynów
- Druja – Synagoga żydowska
- Piedruja – kościół
- Iłukszta – kościół (1762)
- Posiń - wieża kościoła dominikanów (1753-1761)
- Grodno - przypuszczalnie zwieńczenie wieży kościoła bernardynów

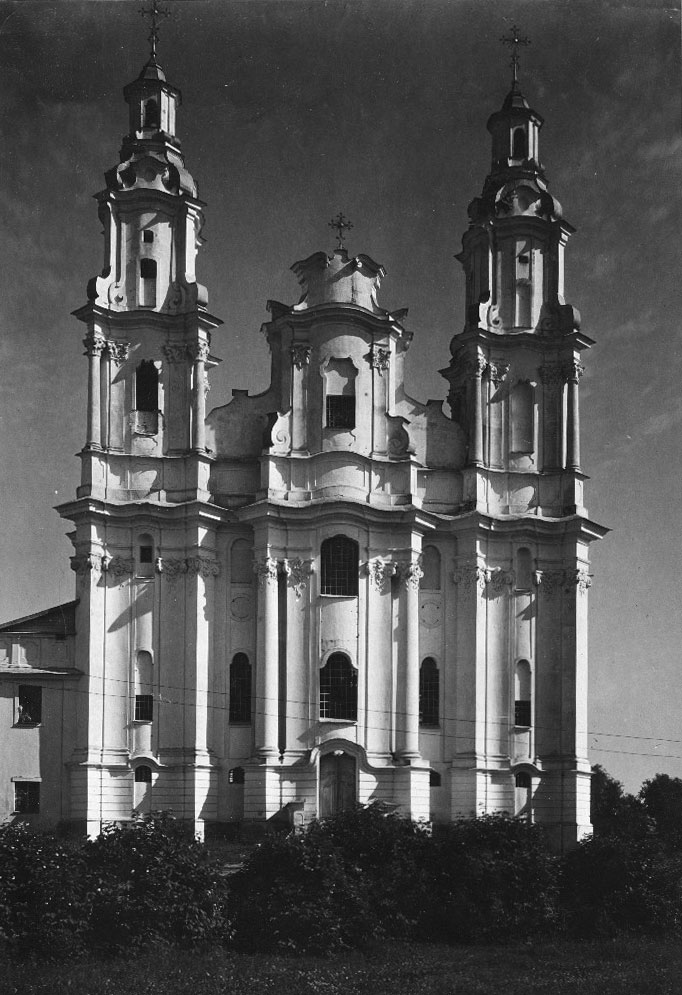
Kościół w Berezweczu
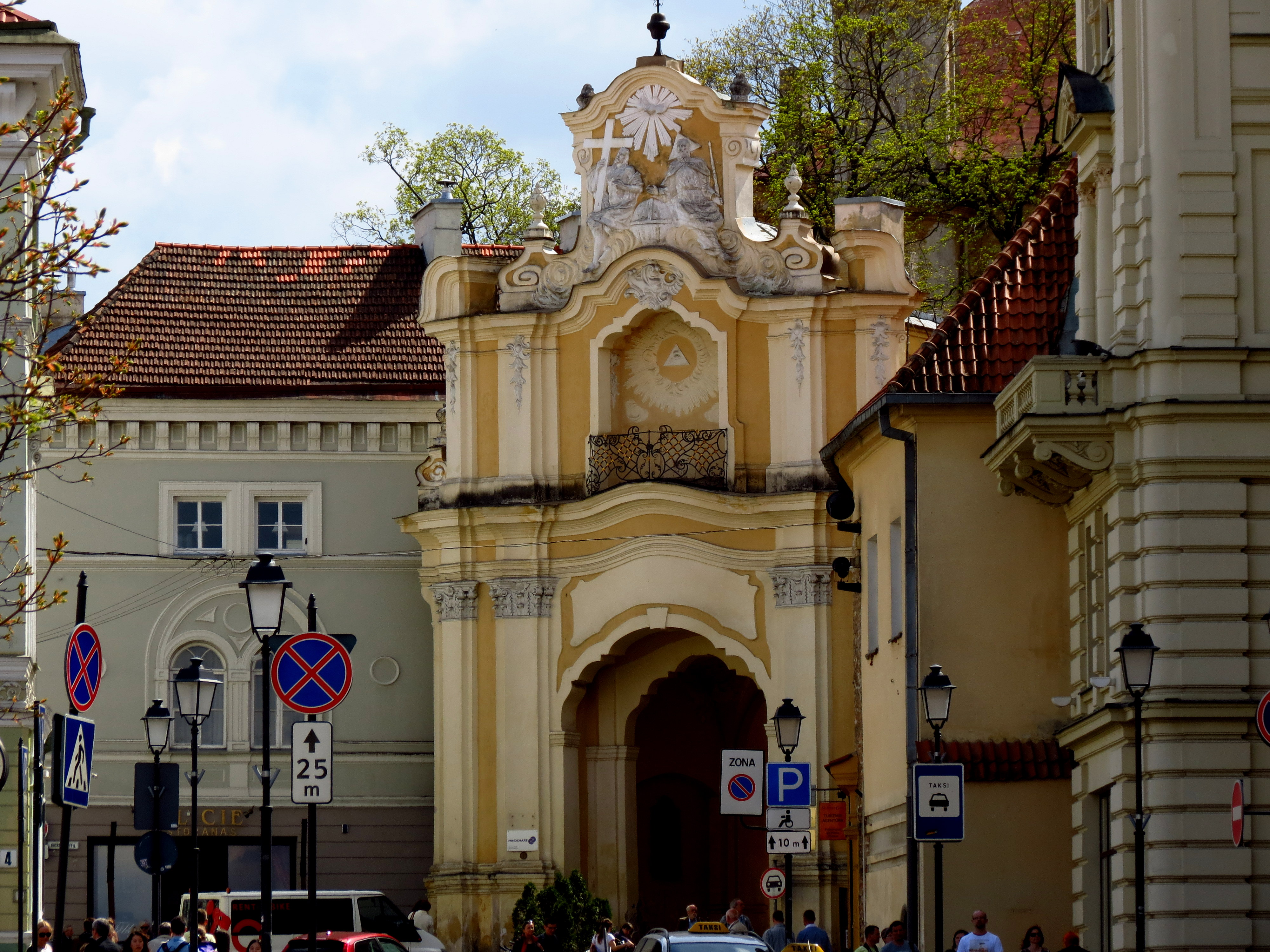
Wilno – Bramka Bazyliańska
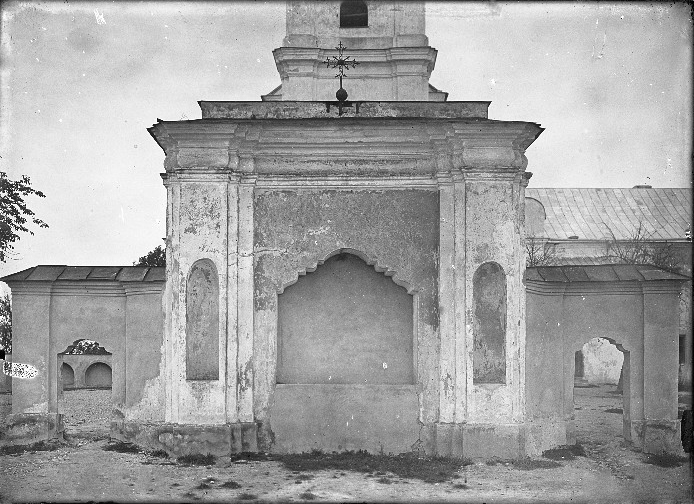
Druja – brama do kościoła Bernardynów
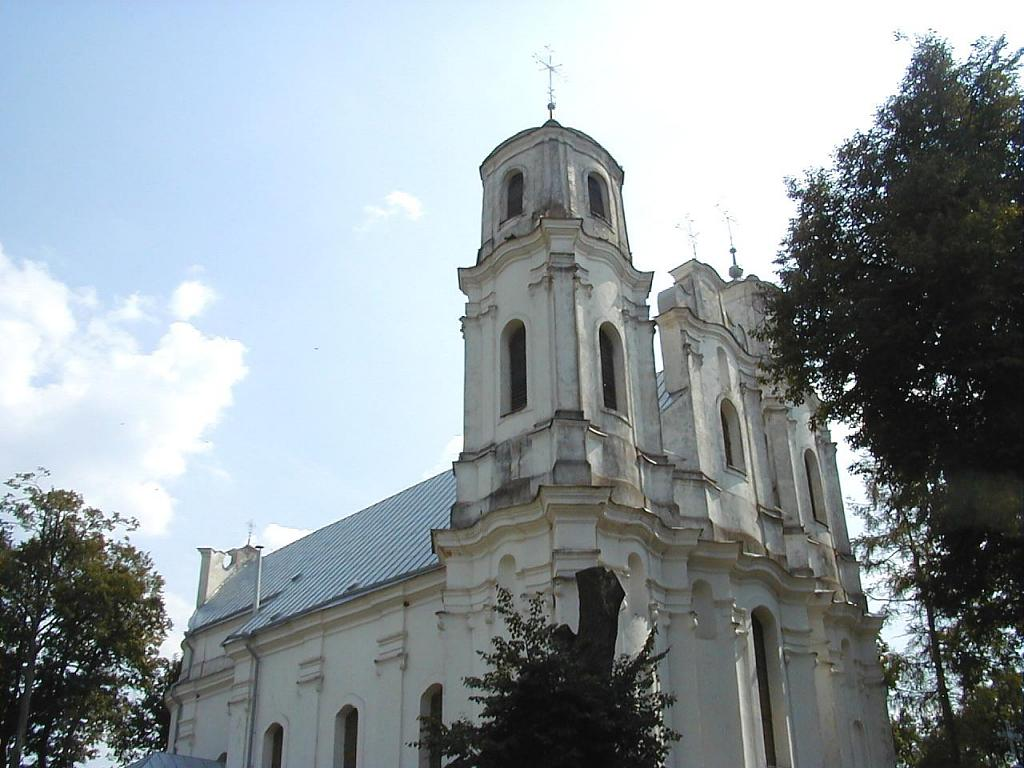
Piedruja – kościół
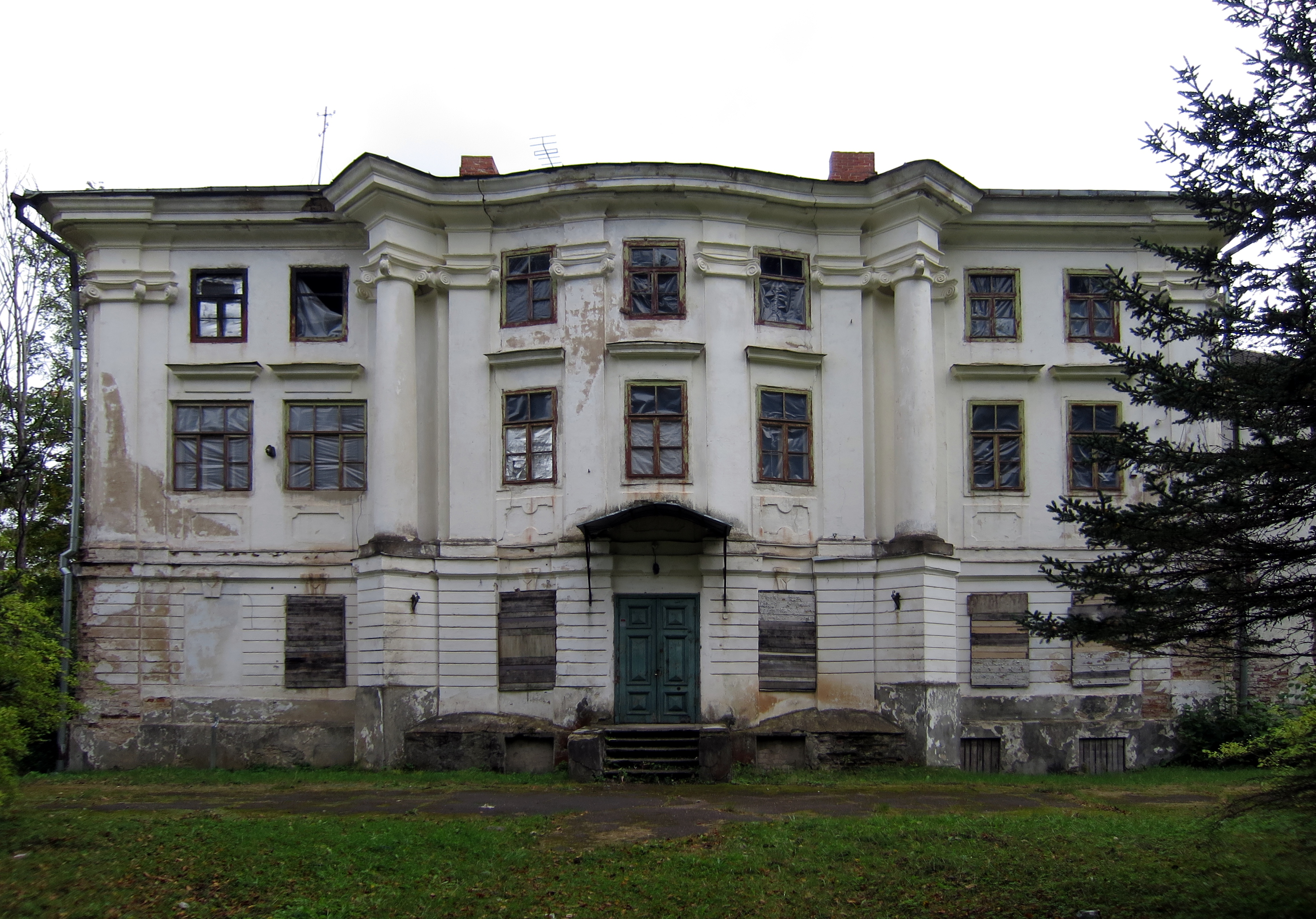
Krasław – Biblioteka
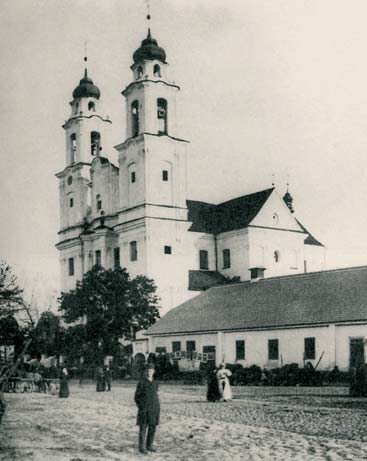
Iłukszta
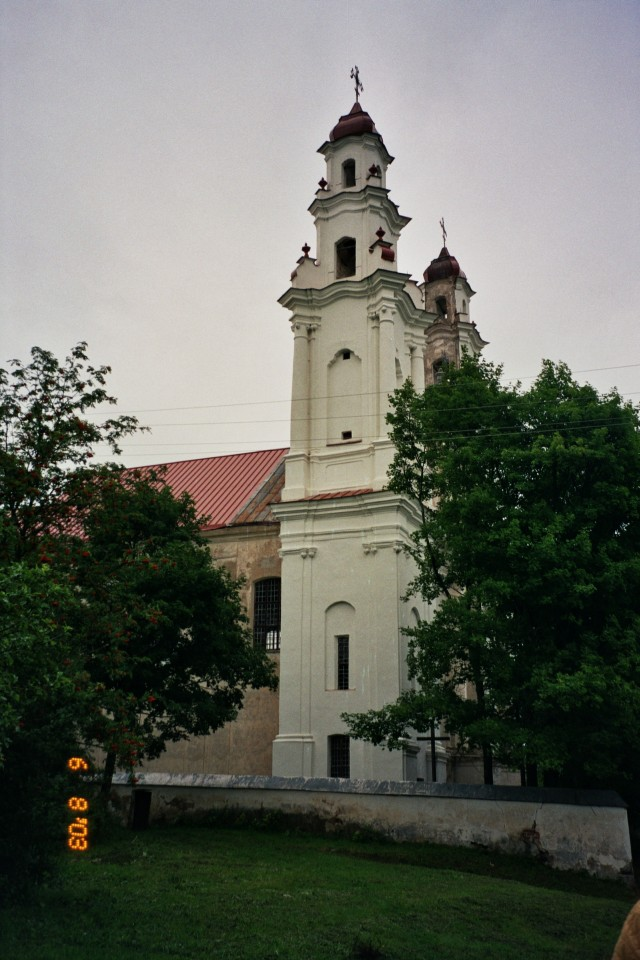
Posiń - kościół św.Dominika
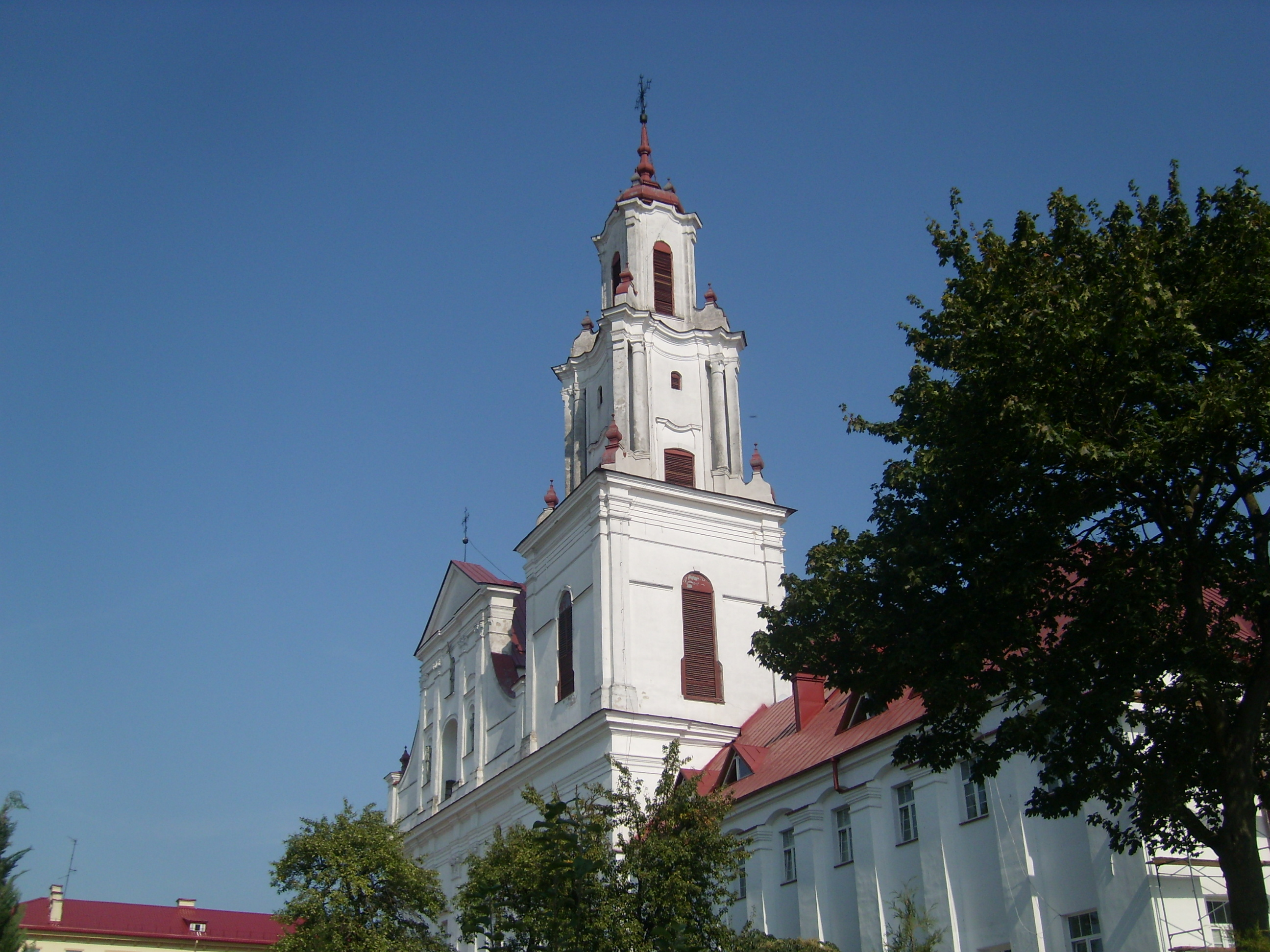
Zwieńczenie wieży kościoła bernardynów w Grodnie